# Tirpersdorf
Tirpersdorf è un comune di 1 424 abitanti della Sassonia, in Germania.
Appartiene al circondario del Vogtland (targa V) ed è parte della comunità amministrativa (Verwaltungsverband) di Jägerswald.